# Oxytropis darpirensis
Oxytropis darpirensis là một loài thực vật có hoa trong họ Đậu. Loài này được Jurtzev & A.P.Khokhr. miêu tả khoa học đầu tiên.